# Dragan Ćeran
Dragan Ćeran (serb. cyr. Драган Ћеран, ur. 6 października 1987 w Kikindzie) – serbski piłkarz grający na pozycji środkowego napastnika w uzbeckim klubie Paxtakor Taszkent. Wielokrotny król strzelców ligi uzbeckiej, uważany za jednego z najlepszych piłkarzy w jej historii.